# Anhalt
 For alternative betydninger, se Anhalt (flertydig). (Se også artikler, som begynder med Anhalt)
Anhalt er en region og tidligere stat i det centrale Tyskland mellem bjergmassivet Harzen og floden Elben. Fra 1200-tallet til 1945 eksisterede Anhalt i forskellige former som et statsligt territorium, dog ofte opdelt i mindre enheder. Fra 1990 er området en del af den tyske delstat Sachsen-Anhalt.

## Eksterne links
- Wikimedia Commons har flere filer relateret til Anhalt

51°50′00″N 12°15′00″Ø / 51.833333°N 12.25°Ø